# Dawit Isaak-priset
Dawit Isaak-priset  är ett stipendium på 10 000 kronor som delas ut till 
| ” | personer eller organisationer som verkar i Dawit Isaaks anda för yttrandefrihet, pressfrihet och demokratiska fri- och rättigheter. | „ |

Priset instiftades år 2007 och utdelningen sker av Publicistklubben varje år.

## Pristagare
Nedanstående personer och organisationer har fått priset:
- 2007 - Reportrar utan gränser[2]
- 2008 - Norska radiostationen DVB - Democratic Voice of Burma[3][2]
- 2009 - Stiftelsen Expo[4]
- 2010 - Esayas Isaak [5][6]
- 2011 - Meron Estefanos[7]
- 2012
- 2013 - Vanessa Tsehaye[1]
- 2014 - Afrah Nasser [8]
- 2015 - Erol Özkoray[9]
- 2016 - Gui Minhai[10]
- 2017 - Raqqa is being slaughtered silently (reportergrupp)[11]
- 2018 - Qalam (skrivarskola)[12]
- 2019 -  Mats Amnell, FOJO:s Offentlighetsjouren[13]
- 2020 - Åsa Wikforss, filosof och författare[14]
- 2021 - Ghirmay Yohannes, författare och redaktör[15]
- 2022 - Kurdo Baksi[16]